# 포켓 머니 (1976년 영화)
포켓 머니(L'Argent De Poche, Small Change)는 프랑스에서 제작된 프랑소와 트뤼포 감독의 1976년 코미디, 드라마 영화이다. 파스칼 브루컨 등이 주연으로 출연하였다.

## 출연

### 주연
- 파스칼 브루컨

### 조연
- 클로디오 델루카

## 제작진
- 미술: 장-피에르 코후-스벨코